# Великий князь Константин (минный транспорт)
«Вели́кий князь Константи́н» — минный транспорт (носитель минных катеров). Иногда можно встретить классификацию «пароход активной обороны» (характерно для документов того времени).
До и после войны — пассажирский пароход Русского общества пароходства и торговли (РОПиТ), который в период с 1877 по 1879 годы был переоборудован в военный корабль по проекту С. О. Макарова.
Во время Русско-турецкой войны 1877—1878 годов катерами этого минного транспорта была совершена первая в мире результативная торпедная атака.
Назван в честь Константина Николаевича Романова (1827—1892), второго сына российского императора Николая I.
В документах того периода, особенно в отчетах и донесениях, пароход часто упоминается как «Константин» (хотя официального переименования этого парохода не было).

## Строительство судна
24 февраля 1857 года в Марселе был подписан контракт между РОПиТ и французским акционерным обществом «Форж э Шантье де ля Медитерране» (фр. Compagnie des Forges et Chantiers de la Méditerranée) на постройку четырёх железных пароходов («одного винтового в 350 сил, двух винтовых в 250 сил и одного колесного в 120 сил»): «Великий князь Константин», «Колхида», «Эльбрус» и «Керчь».
Проект был составлен инженером «Форж э Шантье де ля Медитерране» Делакруа. Контрактная стоимость постройки парохода «Великий князь Константин» составила 1,07 млн франков.
Строился пароход на верфи в городке Ла-Сейн (фр. la Seine), расположенном близь Тулона.
Церемония закладки состоялась 14 апреля 1857 года. На церемонии присутствовал сам великий князь Константин Николаевич, генерал-адмирал, главный начальник флота и Морского ведомства. В своём письме императору Александру II об этом событии он сообщал: 

«…после полудня отправились в маленький порт La Seyne, находящийся на здешнем рейде, в котором большая частная верфь, принадлежащая частной промышленной компании. Тут строится одна шхуна для Кавказа (прим. — винтовая шхуна „Псезуапе“, заказанная в январе 1857 года Военным министерством для Кавказского корпуса) и несколько пароходов для нашей Черноморской компании. Один из пароходов, который должен называться моим именем, я тут закладывал.»

## Спуск на воду и испытания
29 сентября 1857 года судно было спущено на воду.
9 октября испытали первые два котла давлением в 3,75 атмосфер. 15 октября успешно прошли испытания цилиндры паровой машины. В период между 1 и 15 ноября все четыре котла погрузили в корпус парохода и смонтировали.
30 декабря 1857 года состоялась проба на швартовах: машина работала плавно, без стука и при давлении пара в цилиндрах около 1 атм. давала 24-26 об/мин. По результатам швартовных испытаний пароход был допущен к первому выходу в море, который состоялся 2 января 1858 года. В ходе его «Великий князь Константин» развил скорость в 11 узлов.
Первые приёмные испытания, проходившие 13 января закончились неудачей — в цилиндры машины начала поступать вода вместо пара как только давление превысило 2 атмосферы. Повторные испытания состоялись 20 января. Пароход испытывался в течение четырёх с половиной часов. Котлы уверенно держали пар, и при 50-51 об/мин гребного винта средняя скорость составила почти 13 узлов. Измерения индикаторной мощности показали 1051 л. с. при расходе угля 4,99 кг на индикаторную лошадиную силу в час. В тот же день был подписан акт о приемке парохода от верфи. Это произошло почти на месяц раньше установленного контрактом срока.
В феврале производилась меблировка и доводка судна. К 22 февраля пароход был полностью готов.
23 февраля 1858 года под командой капитана 2 ранга Шкота «Великий князь Константин» вышел из Марселя в Россию. При попутном ветре под парусами на фок-мачте и работе машины при 52 об/мин судно в открытом море развивало ход, превышающий временами 14 узлов. Совершив по пути заходы в Мессину, Сиру и Стамбул, 14 марта пароход благополучно прибыл на одесский рейд, откуда вскоре вышел в свой первый почтово-пассажирский рейс на Яффу.

## Служба в РОПиТ
В первые годы службы «Великий князь Константин» выполнял регулярные рейсы на Марсельской, Александрийской, Салоникской и Кавказской линиях и считался одним из лучших лайнеров РОПиТ. По размерам, комфортабельности, роскоши отделки и скорости среди черноморских судов с ним смог конкурировать только другой пароход Общества — «Император Александр II».
В первых рейсах «Великий князь Константин» продемонстрировал вполне приличные мореходные качества, однако при сильном волнении начинал принимать воду на палубу. Для ликвидации этого недостатка в 1859 году на пароходе был надстроен полубак.
В 1866 году, когда в русском торговом флоте ввели систему приписки гражданских судов к портам, «Великий князь Константин» под регистрационным номером 22 получил приписку к Одесскому торговому порту.
В 1871 году французскую паровую машину заменили на двухцилиндровую прямого действия, изготовленную английской фирмой «Дж. Пени энд Сонз» в Гринвиче. Новые механизмы были более надежны и экономичны, и, несмотря на уменьшение нарицательной мощности с 350 до 160 л. с., пароход тем не менее сохранил свои скоростные качества.

## Мобилизация на военную службу и переоборудование
В сентябре-октябре 1876 года в ходе подготовки к войне с Турцией Морское ведомство взяло в аренду (в 1877 году были куплены) у РОПиТ 12 колёсных буксирных пароходов(«Батюшка», «Родимый», «Сестрица», «Крикун», «Болтун», «Братец», «Матушка», «Аккерман», «Дочка», «Внучек» (в других источниках — «Опыт»), «Метеор», «Голубчик», относились к кораблям IV ранга) для несения сторожевой службы при обороне портов и минных заграждений. Также от РОПиТ Морское ведомство получило четыре паровые винтовые шхуны — «Ворон», «Коршун», «Лебедь» и «Утка».
23 ноября главный командир Черноморского флота и портов Чёрного моря вице-адмирал Н. А. Аркас получил разрешение Александра II привлекать в состав флота также и крупные суда Общества, которые предназначались для ведения «активной обороны Чёрного моря».
Так, к службе были привлечены пять быстроходных пароходов: «Владимир», «Великий князь Константин», «Веста», «Аргонавт», «Россия», которые вместе с судами Черноморского флота «Ливадия», «Эриклик» и «Эльборус» служили для разведывательной службы и действий на неприятельских коммуникациях.
Высочайшее соизволение на приемку конкретно «Великого князя Константина» поступило 29 ноября. За его использование до начала боевых действий Общество получало «от казны» арендную плату в размере 400 рублей в сутки, а с момента объявления войны Морское ведомство начинало пользоваться судном безвозмездно.
8 декабря «Великий князь Константин» вернулся в Одессу из очередного рейса в Александрию и сразу же был отправлен в Севастополь. Там 14 декабря пароход приняла комиссия Морского ведомства, и он поступил под командование лейтенанта С. О. Макарова, назначенного на эту должность 13 декабря, который сразу же приступил к переоборудованию судна в соответствии со своими идеями.
Корпуса мобилизованных у РОПиТ пароход и шхун были недостаточно крепки для установки нарезных орудий (кроме более сильного парохода «Россия»), которые могли бы пробить броню броненосцев, поэтому на них были поставлены 152-мм нарезные мортиры сухопутного ведомства на береговых лафетах. При небольшом весе в 100 пудов они давали возможность вести огонь со значительного расстояния по палубам броненосцев и могли нанести им серьёзные повреждения.
В ходе переоборудования пароход получил на вооружение одну 6-дюймовую (152-мм) мортиру, две 9-фунтовых (107-мм), две 4-фунтовых (87-мм) и две 3-фунтовых (76-мм) нарезные пушки (по другим данным — 1 152-мм мортира и 4 9-фунтовые пушки), а также шестовые мины. Главным оружием стали четыре паровых минных катера, поднимавшихся на борт парохода специально сконструированными шлюпбалками.
Катера было решено заказать заводу Берда в Санкт-Петербурге, или в крайнем случае использовать имеющиеся катера, снятые с «поповок» или других кораблей флота. В результате один катер был сделан по заказу, остальные — из числа тех, что оказались в данный момент под рукой. 26 декабря 1876 года приказом Макарова № 21 им были присвоены имена:
- «Чесма» — построен на заводе Берда;
- «Синоп» — «промерный» (гидрографический) катер;
- «Наварин» — снят с яхты «Держава»;
- «Минер» (позже «Сухум») — снят со шхуны «Полярная звезда».

«Чесма» — единственный катер, имевший сносную мореходность и скорость до 12 узлов. Скорость других катеров не превышала 6 узлов, и использоваться они могли только в тихую погоду. Водоизмещение катеров было в среднем около 6 тонн, длина до 20 м. Их вооружение на начальном этапе состояло из буксируемых мин.
Имевшиеся мины конструкции Д. Гарвея оказались слишком тяжелы, и катера теряли до двух узлов хода. Тогда, по предложению Макарова, масса такой мины была несколько уменьшена, форма изменена на конусообразную, а для лучшего отхождения приделаны своеобразные ребра. Из-за них эта модернизированная мина получила название «крылатки», заряд состоял из 32 кг пироксилина.
Для доставки катеров в район боевых действий первоначально выделили пароход «Аргонавт», но «Великий князь Константин» сменил его в декабре 1876 года.
Скорость самого парохода на тот момент составляла 10 узлов.
Экипаж парохода состоял из 5 офицеров и 78 нижних чинов, включая 12 человек команды для катеров. Машинная команда комплектовалась Обществом.

## Боевые действия
12 апреля 1877 года Россия объявила Турции войну.
К 1877 году Русский Черноморский флот многократно уступал флоту Османской империи. Это было связано с условиями Парижского мирного договора от 18 марта 1856 года, которым закончилась Крымская война 1853—1856 годов. Его отмены Россия добилась лишь 1871 году.
Одной из основных целей создания РОПиТ в 1856 году и был расчёт на возможность мобилизации и вооружения пароходов в случае начала военных действий.
В сложившихся условиях для вооруженных грузопассажирских пароходов (так называемых «пароходов активной обороны»), которые помимо двух «Поповок» (круглых броненосцев береговой обороны) и представляли основные силы флота, единственно возможной тактикой были крейсерские рейды против торгового флота противника и ночные минные рейды.
«Великий князь Константин» первым начал активные действия на Чёрном море, 18 апреля он вышел из Севастополя по направлению к кавказскому побережью с целью поиска и уничтожения коммерческих судов противника. Однако первая боевая операция окончилась безрезультатно. А 30 апреля провёл первую минную атаку (см.ниже)
8 июня «Великий князь Константин» в ходе очередного крейсерского рейда потопил турецкий торговый бриг «Османие» и три небольших парусных судна.
19 июля пароходы «Великий князь Константин» и «Эльборус» вышли из Одессы в раздельное крейсерство к анатолийскому берегу. 21 июля «Великий князь Константин» сжег четыре небольших коммерческих судна недалеко от Босфора — две шхуны и два торговых брига.
4 августа главным командиром Черноморского флота была получена телеграмма от полковника Шелковникова, в которой извещалось, что, следуя с отрядом в Абхазию, невозможно пройти Гагринское (Гагрипшское) ущелье, так как там постоянно стоит турецкий броненосец. На помощь послан «Великий князь Константин», который 7 августа отвлек турецкий корабль от двигавшегося по горной дороге у Гагр отряда полковника Б. М. Шелковникова. Пользуясь преимуществом в скорости, пароход в течение двух часов увлекал за собой противника и дал возможность отряду миновать опасное место и выйти из под обстрела с моря.
Также в ходе военных действий пароход перевозил войска с обозами, раненых, продовольствие, фураж, конвоировал невооруженные суда.

### Минные операции корабля
Наибольший интерес представляют пять операций «Великого князя Константина» против судов турецкого военного флота, связанных с применением минных катеров. Именно в этом С. О. Макаров видел главное предназначение своего парохода способного, по его мнению, эффективно противостоять господству на море броненосных фрегатов и корветов противника.

#### 30 апреля — 1 мая 1877 года. Атака яхты «Султание» на Батумском рейде
28 апреля «Великий князь Константин» вышел из Севастополя к Батуму. 30 апреля в 22 часа в семи милях от Батумского рейда на воду были спущены все четыре минных катера.
Подойдя к противнику, катер «Чесма» подвёл буксируемую мину под корму паровой колёсной яхты «Султание» («Sultanie»), которая медленно двигалась по рейду. Но взрыва не произошло — впоследствии это было объяснено неопытностью личного состава, который допустил обрыв проводов, соединяющих гальваническую батарею с миной (другая возможная причина — неисправность электрозапала).
Хотя катера были обнаружены турками и попали под ружейный обстрел, они без потерь в личном составе вернулись на минный транспорт.
3 мая «Великий князь Константин» возвратился в Севастополь.

#### 28 — 29 мая 1877 года. Атака броненосного корвета «Иджлалие» на рейде Сулина
28 мая 1877 года «Великий князь Константин», взяв на буксир, помимо своих четырёх катеров, миноноски № 1 и № 2 — более быстроходные и мореходные, чем минные катера — вышел из Одессы и взял курс на Сулин.
Катерами и миноносками командовали:
- «Чесма» — лейтенант И. М. Зацаренный;
- «Синоп» — лейтенант С. П. Писаревский;
- «Наварин» — лейтенант Ф. Ф. Вишневецкий;
- «Минер» — мичман В. Ф. Нельсон-Гирст;
- миноноска № 1 — лейтенант Л. П. Пущин;
- миноноска № 2 — лейтенант В. О. Рождественский.

Собственные катера были вооружены буксируемыми минами, миноноски — шестовыми.
Около часа ночи 29 мая катера вошли на сулинский рейд. «Синоп», «Наварин» и «Минер» отстали, а «Чесма» намотала на винт проводник своей буксируемой мины.
Около двух часов ночи миноноска № 2 попыталась атаковать броненосный корвет «Иджлалие» («Idschlalije») (часто не верно — «Иджалие»), но шестовая мина взорвалась, наткнувшись на боновое заграждение — турки начали защищать свои корабли импровизированными заграждениями из связанных между собой бревен и рыбацких сетей
Миноноске № 1, которой командовал лейтенант Л. П. Пущин, удалось взорвать свою мину ближе к борту броненосца.
Подоспевшие тихоходные «Синоп», «Наварин» и «Минер» были отогнаны артиллерийским и ружейным огнём.
Миноноска № 1 пострадала от артиллерийско-ружейного огоня и затонула (по другим сведениям пострадала от взрыва собственной мины). Лейтенант Пущин и четыре матроса команды катера попали в турецкий плен, пятый, машинист
Морозов, утонул.
Собственные катера и миноноска № 2 благополучно добрались до «Великого князя Константина» и вернулись в Одессу.
Из телеграммы главнокомандующего Черноморским флотом об этой операции:

«командир парохода Константин лейтенант Макаров, имея на буксире шесть паровых катеров, вооруженных минами, после полуночи двинулся от острова Феодониси к Сулину, ожидая встретить крейсерующие здесь, обыкновенно по ночам, турецкие броненосцы. Но как они оказались стоящими на Сулинском рейде, то пустил на них миноносные катера, которые открыли трех стоящих на якоре, а четвёртого на ходу. Лейтенант Рождественский смело бросился на одного из них, но его мина, повидимому, взорвались при ударе о бон, и броненосец мало пострадал. Тотчас же все неприятельские суда полным ходом двинулись по всем направлениям так, что остальные катера не успели уже подвести своих мин. Слышен был только второй взрыв с катера лейтенанта Пущина и затем сильная пушечная и ружейная стрельба. Командир Константина, желая подойти ближе к берегу, чтобы во-время подхватить катера, вследствие течения и темноты стал на мель, но вскоре снялся и за ним погнался и стрелял броненосец, который, однако ж, скоро поворотил к устью Сулина, а Константин, вернувшись к катерам, принял их за исключением катера Пущина, которого поджидал до восьми часов утра и возвратился в Одессу. К крайнему сожалению, пароход Аргонавт, посланный отыскивать катера, пройдя у устьев Дуная и у острова Феодониси, возвратился, не открыв следа, от генерала Веревкина сведений также не получено. Вред, нанесенный неприятелю взрывом наших (мин), вероятно, не замедлит обнаружиться, а пока позволяю себе повторить только о смелых действиях командира парохода Константин лейтенанта Макарова и командира минного катера лейтенанта Рождественского с его командою и засвидетельствовать перед вашим величеством об особенно отличившихся по донесению командира и во второй раз выказавших при нападении на неприятеля отвагу и распорядительность лейтенантов: Давыдова и Писаревского и старшем вольном механике Павловском, который во время погони при отличном управлении машиной, содержимой всегда в блестящем порядке, дал возможность Константину выйти из-под выстрелов неприятеля. Вообще все остальные офицеры и команда, бывшая на катерах (в) числе 17 человек, держали себя, как герои, хотя, к сожалению, им не представилось возможности выказать себя на деле уничтожением всех встреченных ими неприятельских судов, которые, как оказывается теперь, принимают весьма сильные средства для ограждения себя от нападений»
Русские, а позже советские авторы утверждали, что «Иджлалие» «был поврежден настолько основательно, что вышел из строя на все время войны», но и турецкая сторона и современные историки флота отрицают какие-либо повреждения данного корабля.
И газеты времён войны и более поздние русские и советские публицисты были склонны преувеличивать успех в целях пропаганды и поднятия боевого духа. Поэтому если команды катеров и парохода видели взрыв и С. О. Макаров в донесении указывал о взрыве около вражеского корабля, то журналисты домысливали о повреждениях, тяжелых повреждениях или даже о потоплении цели, и далее эти газетные сообщения транслировались без должной проверки в том числе и в исторические издания. На деле же взрыв мог происходить настолько далеко от борта судна, что того только обливало водой.
За эту операцию С. О. Макаров получил Орден Святого Владимира 4-й степени с мечами и бантом. А миноноска № 2 была переименована в «Сулин».

#### 11 — 12 августа 1877 года. Атака броненосца «Ассари-Шевкет» на Сухумском рейде
10 августа 1877 года «Великий князь Константин» вернулся из похода по поддержке отряда полковника Б. М. Шелковникова в Гагринском ущелье в Новороссийск (операция 7 августа — см.выше). Позволив сделать лишь кратковременный необходимый отдых, в тот же день С. О. Макаров повёл свой корабль по направлению к Сухуму, который был занят турецким десантом, поддерживаемым огнём кораблей, стоящих в бухте Сухум-Кале. Ещё одна причина, по которой необходимо было спешить — в ночь с 11 на 12 августа ожидалось лунное затмение — самое подходящее время для скрытной атаки.
К Сухуму «Великий князь Константин» подошел 11 августа, в 22 часа на расстоянии шести миль от берега были спущены на воду минные катера. Стоящий в бухте вражеский броненосец находился за боновым заграждением — турки начали защищать якорные стоянки своих кораблей. «Синоп» с помощью мины подорвал заграждение, «Наварин» и «Минер» проникли за бон и взорвали свои мины в непосредственной близости от борта броненосца, в результате чего он получил пробоину, но остался на плаву и не понёс потерь в личном составе.
По донесению полковника Б. М. Шелковникова, турки три дня ремонтировали корабль, а затем на буксире отправили его в Батум. По донесению же англичанина Гобарта-паши, служившего в турецком флоте адмиралом, «Ассари Шевкет» никаких повреждений не получил.
Набег в ночь на 12 августа — первая морская операция русских минных катеров, в ходе которой удалось причинить реальный, хоть и небольшой, урон кораблю противника.
После этой атаки катер «Минёр» переименовали в «Сухум» (иногда в документах того времени фигурирует как «Сухум-Кале»).
В историографии возникает некоторая путаница в идентификации броненосца, атакованного в ночь с 11 на 12 августа. Так, Макаров в своём донесении указывал:

…Катера подошли к рейду, как только началось затмение, вошли на рейд, освещенный пожаром госпиталя и большими кострами. На рейде нашли только одного броненосца типа Шевкет. Лейтенант Зацаренный послал все катера в атаку к правому борту броненосца…
«Типа Шевкет» было два броненосца — «Ассари-Шевкет» и «Неджми-Шевкет». Далее везде, во всех русских и советских источниках, как жертва атаки упоминается «Ассари-Шевкет», в том числе в названии картины Айвазовского, который всегда стремился к документальной точности своих полотен, но современные исследователи указывают броненосный корвет (барбетно-батарейный броненосец) «Ассари-Тевфик».

#### 15 — 16 декабря 1877 года. Торпедная атака броненосцев на Батумском рейде
Буксируемые и шестовые мины показали низкую эффективность, и осенью Макаров добился получения новейшего на тот момент оружия — четыре самодвижущиеся мины (торпеды) Уайтхеда, партия которых была приобретена Морским ведомством незадолго до войны. Хотя руководство Черноморского флота вначале отказывалось предоставить это оружие в его распоряжение, ссылаясь на высокую стоимость мин.
Самодвижущимися минами Уайтхеда были оснащены два лучших катера. На «Чесме» торпеда располагалась в деревянной трубе под килем, на «Синоп» был предусмотрен плотик, который буксировался за катером, а во время атаки подтягивался к борту. Наводка осуществлялась поворотом корпуса катера.
Поздно вечером 15 декабря 1877 год «Великий князь Константин» подошёл к Батуму. После полуночи катера проникли на рейд. В темноте моряки приняли мачты трех броненосцев, расположенных носом в сторону моря, за трехмачтовое судно, стоящее к ним лагом, и произвели торпедную атаку. Торпеды прошли между фрегатом «Махмудие» («Mahmudije») и корветом «Ассари-Тевфик», который к тому времени был уже отремонтирован. Одна из мин, пройдя мимо кораблей, выскочила на берег, вторая, вероятно, задела якорную цепь, её зарядное отделение отломилось и взорвалось от удара о грунт, не причинив турецким кораблям вреда. Лишенная головной части, она также выскочила на берег. Утром обе они были найдены турками.

#### 13 — 14 января 1878 года. Потопление канонерской лодки «Интибах» на Батумском рейде
Вторая попытка применения самодвижущихся мин состоялась 13 января 1878 года.
Подробное описание этого боевого эпизода содержится в рапорте главного командира Черноморского флота и портов генерал-адъютанта Н. А. Аркаса управляющему Морским министерством.
«Великий князь Константин» снова подошел к Батуму и в 23 часа спустил катера «Чесма» и «Синоп», которыми командовали лейтенанты Зацаренный и Щешинский. На рейде стояло несколько кораблей противника, в том числе три броненосца. Но, так как порт хорошо освещался луной, объектом для атаки был выбран ближайший к катерам и стоящий отдельно «двухмачтовый винтовой пароход».
Из рапорта С. О. Макарова: 

"Катера приблизились, не будучи замечены, на тридцать или сорок сажен, пустили одновременно свои самодвижущиеся мины. Мина Зацаренного ударилась у грот-мачты, а мина Щешинского — немного правее. Обе взорвались одновременно. Слышен был сильный взрыв… Пароход лег на правую сторону и быстро пошел на дно с большей частью своего экипажа… "
Каждая торпеда Уйтхеда несла 27 кг пироксилина. Два взрыва почти полностью разрушили борт судна, оно мгновенно затонуло, из 35 членов команды погибли 23 моряка.
Катера же, оставив плотик и сбросив подкильную трубу, благополучно вернулись на свой транспорт.
Это была первая в мировой истории успешная боевая торпедная атака.
Корабль, который потопили русские катера — «Интибах» («Intibah») — головная в серии из трех небольших винтовых канонерских лодок («Интибах», «Мюйдересан», «Зивери Дерия»). Спущена на воду в Стамбуле в 1867 году, водоизмещение 163 тонны, длина 40,4 м, ширина 6,7 м, осадка 3,2 м, деревянный корпус, вооружение: 2 — 102-мм, 1 — 57-мм пушка (первоначально, до войны — 4 гладкоствольных 18-фунтовых пушки), одноцилиндровая паровая машина, скорость хода 8-9 узлов. Эти канонерские лодки отличались плохой мореходностью и неудовлетворительной прочностью корпусов. К началу войны они окончательно устарели, имели ограниченное боевое значение и использовались в основном в качестве посыльных или дозорных.
В отечественной литературе можно встретить явно завышенные данные по этому кораблю — водоизмещение часто указывается в 700 тонн, класс относят к сторожевому кораблю, авизо или называют «большим вооруженным пароходом». Ошибка в водоизмещение, возможно, возникла из данных ТТХ минного заградителя «Интибах» периода Первой мировой войны — 600—800 тонн, и далее транслировалась без проверки.
Несмотря на то, что материальный ущерб, нанесенный турецкому флоту действиями минных катеров оказался невелик — за пять рейдов незначительно поврежден один броненосец и потоплена устаревшая канонерская лодка — моральный эффект был значительным и поднимал боевой дух на других кораблях Черноморского флота. Кроме того, ночные набеги держали турецкий флот в постоянном напряжении и сковывали его и без того малоинициативные действия.
Причины неудач объясняются несовершенством минного оружия и его носителей и примитивной тактикой действий, заключавшейся в подкрадывании тихоходных катеров к якорным стоянкам судов противника, защитить которые было сравнительно легко. Но необходимо сделать поправку на то, что это был первый опыт применения подобного боевых средств, период отработки тактики и технического совершенствования торпедного оружия.
Атака «Интибаха» оказалась последней морской операцией в войне — через пять дней стороны заключили перемирие, а ещё через месяц, 19 февраля, был подписан выгодный для России Сан-Стефанский мирный договор.
В ходе этой кампании С. О. Макаров получил сначала чин капитан-лейтенанта (в сентябре 1877 года), а позже (9 января 1878 года) — капитана 2-го ранга и почетное звание флигель-адъютанта свиты его императорского величества. Также он получил награды: золотую саблю с надписью «За храбрость», Орден Святого Владимира 4-й степени и Орден Святого Георгия 4-й степени. Успехи Степана Осиповича выдвинули его в число лучших молодых офицеров флота.

## Дальнейшая судьба парохода «Великий князь Константин»
После войны «Великий князь Константин» более полутора лет оставался в распоряжении Морского ведомства. Приказ о возвращении судна владельцу поступил 21 августа 1879. 22 августа «Великий князь Константин» прибыл в Николаев. С него демонтировали вооружение и сдали в Николаевский арсенал на хранение.
18 сентября пароход передали РОПиТ и он вернулось к своим привычным рейсам.
В 1887 году, после тридцати лет службы, пароход вывели в резерв. К этому году он уже был снят с пассажирских линий и выполнял лишь грузовые каботажные рейсы. Судно требовало капитального ремонта — верхняя палуба и фальшборт были изъедены коррозией и нуждались в замене, необходимо было устранить многочисленные повреждения набора и обшивки, котлы были совершенно изношенны.
Несмотря на то, что Севастопольское адмиралтейство РОПиТ уже изготовило для парохода котлы, правление Общества решило ремонт не производить, поскольку судно уже не соответствовало современным требованиям — его машина расходовала 100 кг угля на милю, в то время как современные пароходы тратили вдвое меньше (56 кг на милю для парохода «Луч») и имели втрое большую грузоподъёмность. Дальнейшая эксплуатация «Великий князь Константин» была бы недопустимо расточительной.
Изготовленные для «Великого князя Константина» котлы пошли на замену котлов парохода «Митридат», а само судно в 1889 году переделали в блокшив и отвели на буксире в Батум, где он служил при представительстве РОПиТ. В 1896 году его, как пришедший в «весьма ветхое состояние и страдавший хронической водотечностью», заменили блокшивом «Юнона» и отбуксировали в Севастополь.
В этом же, 1896 году, «Великий князь Константин» был продан с торгов на лом.

## Другие суда и корабли с этим именем в Русском флоте
- 120-пушечный линейный корабль. Заложен 7 мая 1850 года на стапеле Николаевского адмиралтейства. Спущен на воду 29 сентября 1852 года. Проект инженера С. И. Чернявского[21].
- «Великий князь Константин II». Грузопассажирский пароход. Построен в 1890 году по заказу РОПиТ в Англии. Совершив всего два рейса по Чёрному морю, судно разбилось на камнях в феврале 1891 года.
- «Великий князь Константин III». Грузопассажирский пароход РОПиТ, построен в 1892 году по чертежам погибшего парохода «Великий князь Константин II», но в отличие от него, имел двойное дно (вместимость 1914.7 брт, длина 90.6 м, ширина 11.3 м, осадка 4.6 м, скорость 12 узлов, брал 427 пассажиров). Капитально отремонтирован в 1910 году. В июле 1914 года мобилизован, переоборудован в минный заградитель и зачислен в состав Черноморского флота под именем «Константин» (2500 т, 2200 л. с., 13 узлов, 200 мин), название сократили для удобства сигналопроизводства, исключив титул. В 1917 году переименован в «Бестужев». В мае 1918 года захвачен германскими войсками, в ноябре 1918 — белогвардейцами, а в декабре 1918 — англо-французскими интервентами. С июня 1919 года входил в состав белогвардейского флота (находился в резерве) и в 1920 году уведен врангелевцами за границу. Прибыл в Бизерту 23 декабря 1920 года[22]. Передан эмигрантскому РОПиТ в 1921 году. Эксплуатировался до 1928 года, после чего был сдан на слом.
- «Константин». Грузопассажирский пароход английской постройки. В начале Первой мировой войны — посыльное судно «Хопёр» (1100 т, 710 л. с., 10,5 узла). 11 мая 1916 года зачислен в класс минных заградителей.
- «Константин». Эскадренный миноносец. Заложен на Русско-Балтийском заводе 24 ноября[23] (по другим данным — в декабре[24]) 1913 года. Погиб в Копорском заливе в конце 1919 года[25].